# والتر إرفينغ سكوت
والتر إرفينغ سكوت (بالإنجليزية: Walter Irving Scott)‏ هو ساحر استعراضي أمريكي، ولد في 1 يوليو 1895 في بروفيدنس في الولايات المتحدة، وتوفي في 12 مايو 1995.